# فهرست شخصیت‌های اومینکو وقتی که آن‌ها گریه می‌کنند
مجموعه رمان تصویری اومینکو وقتی که آنها گریه می‌کنند شامل فهرست گسترده‌ای از شخصیت‌هایی است که ریوکیشی۰۷ از اعضای سونث اکسپنژن آنها را خلق و طراحی کرده است. مکان داستان، جزیرهٔ ساختگی و دورافتادهٔ روکنجیما (六軒島 Rokkenjima) در نزدیکی جزیرهٔ نییجیما است و داستان روایتگر اعضای خانوادهٔ اوشیرومیا در ۴ و ۵ اکتبر ۱۹۸۶ می‌باشد. کینزو، سرپرست خانوادهٔ ثروتمند اوشیرومیا مالک روکنجیما بوده و بر روی آن زندگی می‌کند. او در نزدیکی مرگش است و در همان زمان، هشت نفر از اعضای خانواده به خاطر کنفرانس سالانه خانوادگی به جزیره می‌آیند. بزرگسالان خانواده در این کنفرانس بر روی تقسیم دارایی‌های کینزو پس از مرگش با هم گفتگو می‌کنند. همچنین سه نفر از اعضای خانواده بر روی جزیره سکونت دارند و علاوه بر آن پنج نفر از خدمتکاران خانواده و دکتر شخصی کینزو، که مجموعاً روی هم هجده نفر می‌شوند. پس از اینکه هشت نفر اعضای خانواده به جزیره می‌رسند، تیفون منطقه را فرا می‌گیرد و این هجده نفر را بر روی جزیره حبس می‌کند و مدت کوتاهی بعد، اتفاقات عجیبی رخ می‌دهند و افراد جزیره یکی یکی می‌میرند.

## شخصیت‌های دنیای واقعی

### خانوادهٔ اوشیرومیا
خانوادهٔ اوشیرومیا مالک جزیرهٔ روکنجیما هستند و این جزیرهٔ محل سکونت سرپرست خانواده می‌باشد. این خانواده در ابتدا بسیار بزرگتر بود و اعضای بیشتری داشت تا اینکه طی زمین‌لرزهٔ بزرگ کانتو در سال ۱۹۲۳ هم از نظر خانوادگی و هم از نظر مالی به شدت از هم پاشیده شد. سرپرست کنونی، کینزو، در واقع عضو یکی از شاخه‌های کوچکتر خانواده بود و بازگرداندن شکوه و افتخار خانواده به دست او افتاد. در اومینکو شایعه‌ای وجود دارد که بر طبق آن کینزو به جادوگر طلایی، بئاتریچه، روی آورد و طی قراردادی جانش را در ازای ۲۰ میلیارد ین طلا فروخت که باعث شد شکوه خانوادهٔ اوشیرومیا را به چیزی بیشتر از قبل برساند.
اعضای کنونی خانوادهٔ اوشیرومیا هر سال برای کنفرانس خانوادگی در روکنجیما گرد هم می‌آیند. در حالی که نوه‌های کینزو، که کوچک‌ترین اعضای خانواده نیز هستند، این کنفرانس را فرصت خوبی می‌شمارند که در آن می‌توانند پیوند بین خود را تقویت کنند و با هم درمورد زندگی‌شان صحبت کنند، پدر و مادر آنها، که فرزندان کینزو هستند، فرصت را مغتنم می‌شمارند تا درمورد تقسیم دارایی‌های کینزو پس از مرگش با هم گفتگو کنند. پس از مرگ کینزو، سرپرستی خانواده بر اساس سلسله مراتب از پیش تعیین شده به جانشین او منتقل می‌شود. کینزو به عنوان سرپرست کنونی، والاترین جایگاه را در بین تمام اعضای خانواده دارد. پس از او چهار فرزندش، به ترتیب سن، جایگاه‌های بعدی را دارند (اولین پسرش کراوس، سپس اولین دخترش اِوا، سپس دومین پسرش رُدولف و در آخر دومین دخترش رُزا)؛ پس از آنها، نوه‌های کینزو به ترتیب سن والدینشان (جسیکا: دختر کراوس، سپس جورج: پسر اِوا، سپس باتلر: پسر رُدولف، و در انتها ماریا: دختر رُزا) و سرانجام همسران فرزندان کینزو به این دلیل که آنها نسبت خونی با کینزو ندارند (زن کراوس: ناتسوهی، سپس شوهر اوا: هیدِیوشی، سپس زن ردولف: کیریه). آنهایی که تحت نام اوشیرومیا متولد شده‌اند، نشان مخصوص خانواده یعنی "عقاب تک بال" (片翼の鷲 Katayoku no Washi) را می‌دارند، در حالی که افراد خارج خانواده اجازهٔ این کار را ندارند.
زادگان کینزو، سبک نامگذاری غربی دارند. در حالت معمول نام‌های خارجی در زبان ژاپنی با کاتاکانا نگاشته می‌شوند؛ ولی اسامی فرزندان و نوه‌های کینزو با کانجی‌هایی که نحوهٔ تلفظ مشابه دارند، نگاشته می‌شوند. البته نام باتلر (戦人) (انگلیسی: Battler) مستثنی است چرا که نام او را به صورت باتورا (ばとら) می‌خوانند ولی نحوهٔ تلفظ کانجی او به صورت سِنتو (せんと) می‌باشد.

#### سرپرستان خانواده
کینزو اوشیرومیا (右代宮 金蔵 Ushiromiya Kinzō)
صداگذاری شده توسط: موگیهیتو، دایسوکه اونو (جوان)
کینزو سرپرست سالخوردهٔ خانوادهٔ اوشیرومیا و مالک جزیرهٔ روکنجیما است. در طول چهار بازی (قسمت) اول، پیکر کینزو مکرراً در زباله سوز اتاق موتورخانه که در زیرزمین عمارت قرار دارد، سوزانده می‌شود تا حقیقت اینکه او از خیلی وقت پیش مرده، از دید بقیه پنهان بماند. جسد سوزانده شدهٔ او با توجه به اینکه کینزو شش انگشت بر روی هر پا دارد، تشخیص هویت می‌شود. در زندگی، او با فرزندانش با تحقیر رفتار می‌کرد و آنها را همانند لاشخورهایی می‌نگرید که به محض مرگش آمادهٔ گرفتن ارث خود از او می‌شوند. او به ندرت از اتاق بزرگش خارج می‌شود که به اتاق مطالعهٔ معروف است و شامل اسباب زندگی همانند تخت خواب و دستشویی می‌باشد. کینزو همچنین در حوزهٔ جادوی سیاه و علوم خفیه یک خبرهٔ مفرط بوده، به طوری که قفسه‌های اتاق مطالعه‌اش پر از کتاب‌های جادو شده است. یکی از برجسته‌ترین دلبستگی‌هایش بئاتریچه بود؛ جادوگری که گفته می‌شود کینزو او را نزد خود احضار کرده و در ازای ده تن طلا با او قرارداد بسته است.
سایو یاسودا (安田紗代 Yasuda Sayo)
صداگذاری شده توسط: سایاکا اوهارا
سایو، همچنین شناخته شده با «یاسو» (ヤス) که کوتاه شدهٔ «یاسودا» (安田) است، هویت انسانی و واقعی بئاتریچه می‌باشد. او پس از مرگ کینزو در ۱۹۸۴، سرپرست پنهانی خانوادهٔ اوشیرومیا می‌شود. نامی که به او هنگام تولد داده شده، لیون اوشیرومیا است؛ اما گِنجی برای مخفی کردن هویتش نام او را به سایو یاسودا تغییر داد. سایو فرزند حاصل از آمیزش کینزو با دختر نامشروعش، بئاتریچه اوشیرومیا، می‌باشد؛ که یعنی کینزو هم پدر و هم پدربزرگ سایو است. جنسیت سایو در سراسر بازی مخفی نگه داشته شده است. نام خانوادگی او تنها در قسمت هفتم بازی (مرثیهٔ جادوگر طلایی) آشکار شد؛ در حالی که نام او، سایو، در قسمت اول (افسانهٔ جادوگر طلایی) فاش شد. وقتی که لیون هنوز یک نوزاد بود، خدمتکاری که او را در آغوش داشت، توسط ناتسوهی از روی یک صخره به پایین پرت شد که در نهایت موجب مرگ آن خدمتکار و معیوب شدگی ناحیهٔ تحتانی شکم لیون شد. خوشبختانه گِنجی توانست او را با کمک دکتر نانجو نجات دهد. او برای اینکه از سوء ظن‌های ناتسوهی راجع به هویت واقعی‌اش دوری کند، در پرورشگاه «خانهٔ فوکوئین» تحت نام «سایو یاسودا» بزرگ شد. همچنین گفته شده که گِنجی مجبور بود سایو را برای جلوگیری از زنای بالقوه کینزو با او، پنهان کند. از آن پس، سایو تغییر ظاهر یافته به عنوان خدمتکاران «شانون» و «کانون» در روکنجیما زندگی می‌کند. چهرهٔ کامل او فقط در اقتباس مانگا نشان داده شده است.

#### اولاد نسل اول
فرزندان نزدیک کینزو و وارثان بالقوهٔ ثروت او.
کراوس اوشیرومیا (Krauss Ushiromiya) (右代宮 蔵臼 Ushiromiya Kurausu)
صداگذاری شده توسط: جوروتا کوسوگی
اولین فرزند و بزرگ‌ترین پسر کینزو. او جانشین کنونی خانوادهٔ اوشیرومیا است و کنفرانس خانوادگی را از طرف کینزو رهبری می‌کند. او سرمایه‌گذار املاک و مستغلات است و تصمیم دارد روکنجیما را تبدیل به یک مجتمع رفاهی-تفریحی کند؛ اما بیشتر منابع مالی‌اش را هدر داده است. ازین رو مرگ کینزو را از بقیه (به ویژه برادر و خواهرانش) مخفی نگه می‌دارد تا بر ثروت کینزو انحصار داشته باشد. دخترش جسیکا، نیز احترام کمی برای او قائل است، بیشتر به خاطر فشاری که کراوس بر او می‌گذارد تا پس از او جانشین مناسبی برای خانودهٔ اوشیرومیا شود. کراوس، علیرغم تکبر و خودنمایی‌اش، از تمام مشکلاتی که بر خانواده‌اش متحمل کرده، واقعاً پشیمان است. معروف است که او در جوانی به بوکس روی آورده است و هنوز هم مهارت‌هایی در این زمینه دارد. برخلاف برادر و خواهرانش، او همراه با همسر و دخترش در روکنجیما زندگی می‌کند.
اِوا اوشیرومیا (Eva Ushiromiya) (右代宮 絵羽 Ushiromiya Eba)
صداگذاری شده توسط: میکی ایتو
فرزند دوم و بزرگ‌ترین دختر کینزو. او با برادر بزرگترش، کراوس، رفتاری خصومت‌آمیز دارد؛ چرا که از سنت پدرسالاری خانواده‌اش ناخشنود است؛ چون این سنت او را در سلسله مراتب خانواده در مرتبهٔ پایینتری نسبت به کراوس قرار می‌دهد. او خواهر و برادر کوچکترش را بر علیه کراوس بسیج و متحد می‌کند تا با هم بتوانند از او پول اخاذی کنند؛ البته در این راه به موفقیت محدودی می‌رسند. اِوا در انواع مختلفی از هنرهای رزمی مهارت دارد و گفته شده که او بسیار در آشپزی عالی است. تحت شرایط عادی، اِوا ممکن بود به خاطر ازدواج با همسرش، هیدِیوشی، از خانواده و نام خانوادگی اوشیرومیا بیرون رانده شود. او فرزندش، جورج را زودتر از کراوس به دنیا آورد و او را بسیار سختگیرانه تربیت کرد تا بتواند سرپرستی لایق برای خانواده شود. او همچنین نسبت به ناتسوهی، همسر کراوس، رفتاری تحقیرآمیز دارد؛ به این دلیل که او نسبت خونی به خانوادهٔ اوشیرومیا ندارد. او گمان می‌کند شانون معشوقهٔ جورج است و ازین رو با او ظالمانه رفتار می‌کند. با وجود شخصیت دسیسه‌آمیزی که دارد، شوهر و پسرش را بسیار عزیز می‌شمارد و می‌ترسد که آنها از او برای استفاده از آنها برای انتقام از برادرش متنفر شوند.
رُدولف اوشیرومیا (Rudolf Ushiromiya) (右代宮 留弗夫 Ushiromiya Rudorufu)
صداگذاری شده توسط: ریکیا کویاما
فرزند سوم کینزو. او در جوانی به بی‌بندوباری معروف بود و شریک تجاری و دوست دختر قدیمی‌اش، کیریه را قبل از ازدواج با همسر اولش، آسومو، حامله کرده بود. پس از مرگ آسومو، ردولف فوراً با کیریه ازدواج کرد که موجب اختلاف بین او و پسرش، باتلر (که باور می‌کرد آسومو مادرش است) شد. ازین رو باتلر از خانه فرار کرد و شش سال با پدر و مادر آسومو زندگی کرد. ردولف هنوز هم گاهی اوقات با زنان جوان گپ می‌زند؛ گرچه این مسئله به نظر نمی‌آید باعث ناراحتی کیریه شود. ردولف برای حل و فصل یک پروندهٔ دادگاه در آمریکا، خواهان ثروت کینزو است. او مشتاقانه عاشق فیلم‌های وسترن بوده و یک تیرانداز ماهر است.
رُزا اوشیرومیا (Rosa Ushiromiya) (右代宮 楼座 Ushiromiya Rōza)
صداگذاری شده توسط: آمی کوشیمیزو
فرزند چهارم کینزو. به عنوان کوچک‌ترین فرزند در میان خواهر و برادرانش کمترین نفوذ را در کنفرانس خانوادگی دارد. شوهرش او را مدت کوتاهی قبل از به دنیا آوردن دختر و تنها فرزندش، ماریا، ترک کرد. رُزا رئیس یک شرکت دیزاین کوچک به نام «آنتی-رزا» می‌باشد و ازین رو به دنبال ارث خود از کینزو است تا پول حمایت کنندگان شرکتش را بپردازد. در ظاهر، رزا معقول‌ترین و آرامش‌بخش‌ترین در میان فرزندان کینزو به نظر می‌رسد؛ ولی از آنجاییکه در کودکی توسط خواهر و برادرانش تحت فشار و ظلم قرار گرفت و همچنین مجبور به تحمل فشارهای یک مادر تنها شد، مکرراً کنترل احساساتش را از دست داده و نسبت به رفتارهای بچگانهٔ دخترش ماریا و علاقه‌مندی بیش از حد مشتاقانه‌اش به علوم خفیه، با خشونت واکنش می‌دهد. رابطهٔ او با ماریا پیچیده می‌باشد؛ با توجه به اینکه او از دخترش غافل است، تا جایی که توسط سازمان‌های اجتماعی مورد بررسی قرار می‌گیرد. او اغلب به ماریا دروغ می‌گوید که سرش با کار مشغول است، در حالی که در واقعیت دارد به قرار می‌رود. گرچه ماریا رفتار مادرش را می‌داند؛ او همچنین مشکوک است که رزا از او عصبانی ست. رابطهٔ رزا با پدر ماریا در یک زمانی خوب بود و این دو نفر شریکی یک وام گرفتند (وامی که هر دو نفر آن را امضا کرده‌اند و اگر کسی در هنگام بازپرداخت وام حاضر نباشد، طرف دیگر باید کل مبلغ بازپرداخت را بپردازد). این وام بعداً می‌توانست باعث مشکلات مالی برای شوهرش شود؛ ازین رو او رزا را که حامله شده بود، ترک کرد و هم نگهداری از ماریا و هم بدهی بزرگ ناشی از بازپرداخت وام را بر او تحمیل کرد. با وجود همهٔ بدی‌هایی که شوهرش به او کرد؛ رزا باور دارد که وقتی بدهی‌هایش را صاف کند، شوهرش دوباره بر می‌گردد و پدر خوبی برای ماریا می‌شود.

#### همسران اولاد نسل اول
ناتسوهی اوشیرومیا (右代宮 夏妃 Ushiromiya Natsuhi)
صداگذاری شده توسط: اِمی شینوهارا
همسر کراوس. ناتسوهی که در خانواده‌ای از کاهنان شینتو به دنیا آمده، هنگام ازدواج و وصلت با خانوادهٔ اوشیرومیا، از زندگی قبلی‌اش دست کشید. او زنی بسیار مغرور است که نام خانوادهٔ جدید خود را بسیار محترم می‌شمارد و مدیریت عمارت اصلی خانواده و کنفرانس‌های خانوادگی را بر عهده دارد. با این حال، تلاش‌های او توسط همسرش کم‌ارزش دانسته می‌شود و او اغلب از سردرد نیز رنج می‌برد. او رقابت تندی با خواهر شوهرش، اِوا دارد. اوا معمولاً او را به خاطر اینکه نسبت خونی با خانوادهٔ اوشیرومیا ندارد، مسخره می‌کند. او همچنین با دخترش به‌طور غیرقابل باوری سختگیرانه رفتار می‌کند تا او بتواند سرپرست ایده‌آلی برای خانواده شود.
هیدِیوشی اوشیرومیا (右代宮 秀吉 Ushiromiya Hideyoshi)
صداگذاری شده توسط: ماساشی هیروسه
شوهر اِوا. هیدِیوشی مرد شادی‌بخشی است که طبع بشاش او باعث می‌شود تنش بین خواهران و برادران در طول جلسات و گفتگوهای مختلف کاهش یابد. او خانواده‌اش را در جنگ جهانی دوم از دست داد؛ ازین رو او هنگام ازدواج با اوا با کمال میل نام خانوادگی «اوشیرومیا» را پذیرفت. او رئیس موفق رستوران‌های زنجیره‌ای است؛ اما از آنجاییکه برخی افراد دارند تلاش می‌کنند تمام سهام شرکتش را بخرند، به ثروت کینزو نیازمند است. او با وجود اینکه اهل منطقهٔ کانتو است، با لهجهٔ کانسای صحبت می‌کند، که گفته شده او خودش بسیار خجالت زده است که آن را جلوی افراد واقعی اهل کانسای استفاده کند.
کیریه اوشیرومیا (右代宮 霧江 Ushiromiya Kirie)
صداگذاری شده توسط: آتسوکو تاناکا
همسر دوم رُدولف. او از شریک‌های تجاری ردولف نیز می‌باشد که همیشه او را در معاملات مشکوک راهنمایی می‌کند و وقتی او کنترلش را از دست می‌دهد، مراقب اوست. کیریه و باتلر بیشتر از آنکه رابطهٔ مادر-پسری داشته باشند، پیوند خواهر-برادرانه با هم دارند. کیریه ذهنیتی به نام «صفحهٔ شطرنج را بچرخان» دارد. او معمولاً با این طرز فکر مشکلات فکری و ذهنی را حل می‌کند و باتلر را در این زمینه تحت تأثیر قرار می‌دهد. او مدت طولانی قبل از ازدواج ردولف با همسر اولش، آسومو، با او قرار می‌گذاشت. او به این دلیل نسبت به آسومو حسودی می‌کند، چرا که او میان آن دو قرار گرفت و با ردولف ازدواج کرد.

#### فرزندان نسل دوم
جسیکا اوشیرومیا (Jessica Ushiromiya) (右代宮 朱志香 Ushiromiya Jeshika)
صداگذاری شده توسط: مارینا اینوئه
دختر ۱۸ سالهٔ کراوس و ناتسوهی. اگرچه جسیکا پس از پدرش وارث خانوادهٔ اوشیرومیا است؛ بسیار پرانرژی است و رفتار و کردار پسرانه دارد که به عنوان وارث از او انتظار نمی‌رود. به دلیل سرکش بودنش، از فشارهایی که والدینش به خاطر سرپرستی خانواده بر او می‌گذارنددلخور است؛ با این حال نسبت به آنها ابراز توجه و نگرانی می‌کند. او عادت دارد وانمود کند که حملات آسم دارد تا از موقعیت‌های بغرنج و پرتنش فرار کند. او به خدمتکار، کانون، علاقه دارد که تا حدودی مقابله به مثل است. او به لطف پدرش که به او بوکس یاد داده، در استفاده از پنجه بوکس مهارت دارد.
جورج اوشیرومیا (George Ushiromiya) (右代宮 譲治 Ushiromiya Jōji)
صداگذاری شده توسط: کِن‌ایچی سوزومورا
پسر ۲۳ سالهٔ اوا و هیدیوشی. او بزرگ‌ترین نوهٔ کینزو و جوانی استثنایی و سختکوش است. او توسط اوا به‌طور خاص به منظور سرپرستی خانواده تربیت شد. بدین منظور او به عنوان کارآموز در شرکت پدرش کار می‌کند و در زمینهٔ هنرهای رزمی نیز همانند مادرش ماهر است. او به والدینش بسیار احترام می‌گذارد؛ گرچه پذیرفته که مادرش ازخودراضی می‌باشد. او عاشق خدمتکار، «شانون»، می‌باشد و از او خواستگاری می‌کند. شانون نیز قبول کرده و بدین ترتیب نامزد او می‌شود. حتی با این باور که رابطهٔ عاشقانه‌اش با یک خدمتکار ممکن است موجب خشم و نارضایتی خانواده شود، او کاملاً حاضر و آماده است که با عواقب اینکار روبرو شود.
جورج مورد تحسین کل اعضای خانواده است، به ویژه باتلر، جسیکا و ماریا که او را همانند برادر بزرگتری می‌بینند که صلح‌آور است. با این حال او در جوانی‌اش، نسبت به سبک زندگی مستقل و دلخواهانهٔ آنها، به ویژه باتلر، حسودی می‌ورزید؛ چرا که مادرش او را در جوانی مجبور به انجام کارهای مختلف می‌کرد تا بتواند شایستگی سرپرستی خانواده را داشته باشد. در نتیجه، او در میان جسیکا، باتلر و ماریا نقاب خودپسندی به چهره می‌زند؛ ولی از همان زمان عقدهٔ حقارتِ او از درون بیشتر شده است.
باتلر اوشیرومیا (Battler Ushiromiya) (右代宮 戦人 Ushiromiya Batora)
صداگذاری شده توسط: دایسوکه اونو
پسر ۱۸ سالهٔ ردولف و قهرمان اصلی چهار بازی اول رمان. گرچه او شخصیتی سمج و تندخو دارد، در عین حال بسیار دلسوز است. او به زنان جوان تمایل داشته و ترس همیشگی از وسایل نقلیهٔ لرزان دارد؛ چون فکر می‌کند بسته به لرزش و تلاطمی که دارند ممکن است از هواپیما یا کشتی به بیرون بیفتد. باتلر به خاطر ازدواج دوم پدرش، از او سرپیچی کرد و به خانهٔ پدربزرگ و مادربزرگ مادری‌اش فرار و تا شش سال آنجا زندگی کرد و در این مدت نیز روابطش را با خانوادهٔ اوشیرومیا قطع کرد. پس از مرگ پدربزرگ و مادربزرگش، او به خانواده بازگشت؛ ولی با این حال کاملاً با پدرش آشتی نکرد. او بسیار تحت تأثیر طرز تفکر کیریه (صفحهٔ شطرنج را برگردان) قرار گرفته که با استفاده از آن می‌تواند افکار دشمنانش را بر طبق وضعیت موجود پیش‌بینی کند. وقتی که در شرایط سختی قرار می‌گیرد، عادت دارد بگوید: Dameda, zenzen dameda (駄目だ、全然駄目だ, lit. "بی‌فایدس؛ کاملاً بی‌فایدس"). یکی از مهم‌ترین موضوعات رمان، بی‌اعتقادی باتلر به وجود جادو و جادوگران است وقتی که می‌بیند خانواده و دوستانش به‌طور اسرارآمیز کشته می‌شوند. گرچه خودش متقاعد شده که قاتل یک انسان است؛ ولی مخالف این است که به کسانی که دوستشان دارد مشکوک شود.
ماریا اوشیرومیا (Maria Ushiromiya) (右代宮 真里亞 Ushiromiya Maria)
صداگذاری شده توسط: یوئی هوریه
دختر ۹ سالهٔ رزا. او عادت دراز مدتی به گفتن "اوو اوو" (うーうー) دارد، هر وقت که هیجان‌زده یا ناراحت شود. او بسیار صادق و ساده‌لوح است، همان‌طور که نشان داده شده او به راحتی دروغ‌ها را باور کرده و شوخی‌ها را بسیار جدی می‌گیرد. همچنان که او مادرش را دوست دارد، ناخودآگاه از غیبت‌های طولانی‌مدت رزا که باعث شده او احساس تنهایی کند نیز ناراحت است و آرزو دارد که روزی مادرش زمان بیشتری را با او بگذراند. ماریا به دوست پیدا کردن و مطالعه هیچ علاقه‌ای ندارد؛ ولی دانش گسترده‌ای در زمینهٔ علوم خفیه دارد؛ به عنوان مثال وقتی که موضوع مورد بحث، بئاتریچه یا علوم خفیه است. در این موقعیت‌ها ماریا رفتار بسیار عجیب و غریبی دارد. او مشتاقانه به وجود بئاتریچه اعتقاد دارد و از هر کسی که این قضیه را زیر سؤال می‌برد، خشمگین می‌شود. او حتی ادعا می‌کند که گهگاهی بئاتریچه را دیده و با او بازی کرده است. علاقهٔ ماریا به علوم خفیه و جادوی سیاه همانند کینزو است.
اِنجه اوشیرومیا (Ange Ushiromiya) (右代宮 縁寿 Ushiromiya Enje)
صداگذاری شده توسط: رینا ساتو
دختر ۶ سالهٔ ردولف و کیریه و خواهر باتلر. او به خاطر بیماری نتوانست در ۱۹۸۶ به کنفرانس خانوادگی بیاید.

### مهمانان عمارت
مهمانانی که در کنفرانس سالانهٔ خانوادهٔ اوشیرومیا در روزهای ۴ و ۵ اکتبر ۱۹۸۶ حاضر بودند.
تروماسا نانجو (南條 輝正 Nanjō Terumasa)
صداگذاری شده توسط: آکیهیکو ایشیزومی
پزشک شخصی کینزو و دوست صمیمی او. نانجو همچنین حریف کینزو در شطرنج است. او یکی از معدود کسانی است که کینزو با وجود سوء ظن متعصبانه‌اش، با او درد و دل می‌کند. او شخصیتی خوش‌قلب دارد، به طوری که به خاطر تندخویی کینزو ناراحت نمی‌شود، و برای مدت زیادی در جزیره مانده است. او در نییجیما، نزدیکترین جزیره به روکنجیما، مالک یک کلینیک بود؛ اما آن را به پسرش ماسایوکی داد.
اریکا فورودو (古戸 ヱリカ Furudo Erika)
صداگذاری شده توسط: ناتسوکو کوواتانی
اریکا کارآگاه جوانی است که در پایان جادوگر طلایی معرفی شد. دختری مو آبی که سن او ظاهراً در حدود یک دانش‌آموز راهنمایی است؛ او به عنوان فردی بسیار باهوش شناخته می‌شود که از حافظه‌ای قوی برخوردار است. او در میان عموم بسیار مؤدبانه رفتار می‌کند و علاقهٔ فوق‌العاده‌ای به پازل‌ها و معماها از خود نشان می‌دهد. در حقیقت، او بسیار بی‌رحم و حیله‌گر است که معماها را فقط به این دلیل حل می‌کند تا برتری خود را در مقابل دیگران به رخ بکشد. او، با این حال، به‌طور جدی از عقدهٔ خودکم‌بینی رنج می‌برد و در مواقعی که همه چیز بر وفق مراد او نیست، کنترل احساساتش را از دست می‌دهد. گمان می‌رود که اریکا در نزدیکی زمان قتل‌ها، از روی یکی از قایق‌ها که در نزدیکی روکنجیما بود افتاد و در دریا گم شد. زمانی که علاقهٔ عموم مردم به سرنوشت اریکا به وجود آمد، او در داستان‌های پایان و طلوع جادوگر طلایی نوشته شد و به عنوان شخصیتی معرفی شد که توسط امواج اقیانوس به ساحل روکنجیما آورده شده و خانوادهٔ اوشیرومیا او را به عنوان مهمان به عمارت دعوت کرده‌اند. نام او به طرز قابل توجهی شبیه به ریکا فوروده، یکی از شخصیت‌های هیگوراشی وقتی که آنها گریه می‌کنند، می‌باشد.

### خدمتکاران
خانهٔ اصلی خانوادهٔ اوشیرومیا توسط چندین خدمتکار نگهداری می‌شود. تعداد اصلی خدمتکاران بیشتر است؛ اما در هنگام قتل‌های روکنجیما فقط پنج خدمتکار در حال انجام وظیفه بودند.
گِنجی رونوئه (呂ノ上 源次 Ronoue Genji)
صداگذاری شده توسط: ماهیتو فوناکی
سرخدمتکار عمارت کینزو. جادوگر بئاتریچه گفته که او اولین اثاثیه‌ای است که کینزو خلق کرده است و او کسی است که کینزو بیشترین اعتماد را در میان اطرافیانش به او دارد. نشان داده شده که گنجی در استفاده از چاقو بسیار مهارت دارد؛ هرچند که کوتاه به آن اشاره شده است.
شانون (紗音 Shanon)
صداگذاری شده توسط: ریه کوگیمیا
از خدمتکاران جوان عمارت کینزو. نام واقعی او سایو (紗代 Sayo) است. با وجود اینکه خدمتکاری بسیار سختکوش و بااستعداد است، معمولاً وقتی دستپاچه می‌شود، در کارهایش از او اشتباهاتی سر می‌زند. او کانون را همانند برادر کوچکتر خود می‌داند و مثل او، احساس می‌کند در مقامی پستتر نسبت به انسانها قرار دارد، انگار که فقط اثاثیه است.
کانون (嘉音 Kanon)
صداگذاری شده توسط: یو کوبایاشی
از خدمتکاران جوان عمارت کینزو. نام واقعی او یوشییا (嘉哉 Yoshiya) است. او خدمتکاری جدی و با حمیت بوده که دستورهای اربابش را به‌طور دقیق به اجرا می‌رساند. او ضداجتماعی و در اخلاق و اراده‌اش کمی سست است. او شانون را همانند خواهر بزرگترش می‌داند و به شدت با احساسات او نسبت به جورج مخالف است؛ چرا که معتقد است او نباید عشق را تجربه کند چون او تنها اثاثیه است. اگرچه از طرفی دیگر، او نسبت به جسیکا احساساتی دارد که تلاش می‌کند حتی از خودش نیز پنهان نگه دارد؛ چون او خود را «اثاثیه» می‌پندارد تا انسان.
توشیرو گودا (郷田 俊朗 Gōda Toshirō)
صداگذاری شده توسط: هیتوشی بیفو
سرآشپز عمارت کینزو. برخلاف دیگر خدمتکاران عمارت، او توسط کراوس و ناتسوهی استخدام شد؛ به همین دلیل، مقام او بسیار پایین است. او بسیار مغرور به مهارت‌های آشپزی‌اش است. قبلاً او در یک هتل مشغول به کار بود و به دلیل تجاربی که دارد، خودنما است و به شانون و کانون از روی تکبر می‌نگرد؛ در همین حال او در حقیقت تا حدی نگران آنهاست و زمانی که نیاز به کمک او باشد، می‌تواند بسیار قابل اعتماد باشد.
چیو کوماساوا (熊沢 チヨ Kumasawa Chiyo)
صداگذاری شده توسط: یاسوکو هاتوری
کارگری پاره‌وقت که در انجام بعضی از کارهای عمارت کینزو کمک می‌کند. با این حال او معمولاً از وظایفش شانه خالی می‌کند و دوست دارد داستان و لطیفه برای بقیه تعریف کند، مخصوصاً شوخی‌های عجیب در مورد ماهی خال‌مخالی.

### دیگر خدمتکاران
خدمتکاران سابق و غایب که در هنگام قتل‌عام روکنجیما حاضر نبودند.
لوئون (瑠音 Ruon)
صداگذاری شده توسط: یوکا سایتو
خدمتکاری متکبر که با تمیز کردن اتاق مطالعهٔ کراوس و پلکان اصلی عمارت خود را نزد کراوس و ناتسوهی عزیز می‌کرد و با وجود مقام پایینترش نسبت به شانون خودش را از او برتر می‌دید. او نسبت به شانون رفتار زورگویانه داشت.
لِنون (恋音 Renon)
صداگذاری شده توسط: مادوکا یونِزاوا
خدمتکاری حسود که بخاطر «رفتار و سلسله مراتب ویژهٔ شانون» در میان خدمتکاران، رفتار حسادت‌آمیزی داشت. او نسبت به شانون رفتار زورگویانه داشت.
سانون (玲音 Sanon)
صداگذاری شده توسط: یوکو هیکاسا
خدمتکاری خشمگین که عادت داشت همیشه بخاطر دست و پا چلفتی بودن شانون، سرش داد بزند. او نسبت به شانون رفتار زورگویانه داشت.
لِینون (礼音 Reinon)
صداگذاری شده توسط: سِیکو یوشیدا
خدمتکاری تنبل که عادت داشت با شانون بخاطر سختکوش‌تر بودنش بدرفتاری کند. او نسبت به شانون رفتار زورگویانه داشت.
مانون (眞音 Manon)
صداگذاری شده توسط: آیانو نیینا
خدمتکاری حریص که تنها دوست شانون شد، به این خاطر که هر دوی آنها سلایق و علایق مشترکی دارند و هر دو سختکوشند. او دوست جسیکا نیز بود.
بِلنه (鐘音 Berune)
صداگذاری شده توسط: یوری یامائوکا
خدمتکاری جوان که همیشه گرسنه بود اما همانند مانون سختکوش نیز بود. او به شانون احترام می‌گذاشت اما نمی‌فهمید که چرا او با وجود «کوچکتر بودن» از او، مرتبهٔ بیشتری داشت، به همین دلیل مخفیانه به او حسودی می‌کرد.
آسنه (明日音 Asune)
صداگذاری شده توسط: آکی تویوساکی
خدمتکار جوانی که همیشه عاشق می‌شد، مخصوصاً کانون. او به شانون احترام می‌گذاشت اما نمی‌فهمید که چرا او با وجود «کوچکتر بودن» از او، مرتبهٔ بیشتری داشت، به همین دلیل مخفیانه به او حسودی می‌کرد.

### دنیای ۱۹۹۸
شخصیت‌های معرفی شده در اتحاد جادوگر طلایی، در دنیای آیندهٔ اِنجه.
جوزا آماکوسا (天草 十三 Amakusa Jūza)
صداگذاری شده توسط: کوجی یوسا
آماکوسا مردی جوان، گشاده‌رو و زودخشم است که نمی‌تواند بی‌حوصلگی را تحمل کند و توسط اوکونوگی استخدام شده تا بادیگارد اِنجه باشد. او با وجود اینکه در ابتدا توسط اِوا استخدام شد، از انجه حمایت می‌کند. بخاطر طبع پرحرفش، اوا او را قبل از مرگ اخراج کرد. او در استفاده از سلاح‌های زیادی مهارت دارد.
تِتسورو اوکونوگی (小此木 鉄郎 Okonogi Tetsurō)
صداگذاری شده توسط: جوروتا کوسوگی (انیمه)، کِن ناریتا (پی‌اس۳)
اوکونوگی رئیس شرکتی ست که با شرکت‌های ردولف و هیدیوشی ارتباط دارد. انجه نزد او می‌رود تا درمورد هر چیزی که او از قتل‌های روکنجیما می‌داند، به او بگوید؛ با این حال انجه شک دارد که اوکونوگی شاید مکان او را فاش کند. اگرچه اوکونوگی توسط خانوادهٔ سومادِرا به کار گرفته شد تا انجه را متوقف کند و او را تسلیم آنها کند تا کنترل ثروتش را در دست بگیرند؛ در آخر اوکونوگی به انجه اثبات می‌کند که حامی و متحد اصلی اوست و راه فرار را برای او باز می‌کند و آماکوسا را به عنوان بادیگارد برای او استخدام می‌کند. او انجه را در نبردهایش علیه بئاتریچه با اعتقاداتش تحت تأثیر قرار می‌دهد، به ویژه این باور که «حقیقت فقط می‌تواند از طریق عشق به دست آورده شود». او از نظر ظاهری بسیار شبیه اوکونوگی، یکی از شخصیت‌های هیگوراشی وقتی که آنها گریه می‌کنند، می‌باشد؛ گرچه شخصیت‌های آنها کمی با هم متفاوت است.
کاسومی سومادِرا (須磨寺 霞 Sumadera Kasumi)
صداگذاری شده توسط: آتسوکو تاناکا (انیمه)، سومی شیماموتو (پی‌اس۳)
دختر خانوادهٔ پرمشکل سومادِرا و خواهر کوچکتر کیریه. از آنجایی که کیریه وارث اصلی خانوادهٔ سومادِرا بود، کاسومی همانند پرنسسی لوس زندگی می‌کرد. ولی زمانی که کیریه ارتباطش را با خانواده قطع و با خانوادهٔ اوشیرومیا وصلت کرد، کاسومی نیز مجبور شد به عنوان وارث سومادرا مسئولیت قبول کند. ازین رو کاسومی کیریه را برای تمام فشارهایی که مجبور به تحمل شد، مقصر می‌داند و از هر چیزی درمورد او، از جمله دخترش انجه، اظهار تنفر می‌کند. او بسیار گشاده‌روتر و خیرخواه‌تر از کیریه است؛ گرچه حتی این هم نمی‌تواند حسادت بدخواهانه‌اش را پنهان کند. در سال ۱۹۹۸ کاسومی در یک نزاع در بین اعضای خانوادهٔ سومادرا شرکت می‌کند. نزاع بر سر این است که چه کسی ثروت عظیمی را که انجه به عنوان سرپرست خانوادهٔ اوشیرومیا در اختیار دارد، کنترل می‌کند. ازین رو، کاسومی به دنبال انجه می‌رود با این امید که کشتن او شاید خشم و نفرتش را نسبت به خواهر فوت شده‌اش کمتر کند.
ماسایوکی نانجو (南條 雅行 Nanjō Masayuki)
صداگذاری شده توسط: آکیهیکو ایشیزومی
پسر دکتر تروماسا نانجو که پس از پدرش پزشک و مدیر کلینیکی در نییجیما شد. بخاطر حساسیت خانواده‌اش بر سر مرگ تروماسا، او از رسانه‌ها و مطبوعات که قتل‌های روکنجیما را گستاخانه تشریح می‌کردند، اظهار نفرت می‌کند و ترجیح می‌دهد در این مورد سکوت اختیار کند. در سال ۱۹۹۸ انجه به کلینیکش می‌آید تا درمورد حادثهٔ روکنجیما تحقیق کند. ماسایوکی آنچه را که می‌داند فقط به انجه می‌گوید چون هر دوی آنها آسیب دیدهٔ این حادثه‌اند و خانوادهٔ خود را از دست داده‌اند.
ساباکیچی کوماساوا (熊沢 鯖吉 Kumasawa Sabakichi)
صداگذاری شده توسط: هیدِیوکی اومِزو
از پسران چیو کوماساوا که به ماهیگیری در نییجیما مشغول است. همانند مادرش مهربان و بی‌خیال است. ساباکیچی یکی دیگر از بستگان قربانیان حادثهٔ قتل روکنجیما می‌باشد که انجه در جریان تحقیقاتش از او بازجویی می‌کند.
اوتسوکی (大月 Ōtsuki)
صداگذاری شده توسط: تاکایوکی کوندو
اوتسوکی مهم‌ترین عضو گروهی ژاپنی به نام شکار جادوگر (Witch Hunt) می‌باشد. این گروه سازمانی بین‌المللی متشکل از مشتاقان علوم خفیه است که اختصاصاً تراژدی روکنجیما را از دیدگاه جادو بررسی می‌کنند. با این حال، حضور و فعالیت‌های آنها مورد استقبال خانواده‌های قربانیان روکنجیما نیست، چرا که آنها روزنامه‌ها و مطبوعات را به نوشتن چیزهای ناخوشایندی تحریک کردند. نام این سازمان از گروهی واقعی به نام «شکار جادوگر» (Witch Hunt)، گروهی متشکل از هواداران که این رمان را به انگلیسی ترجمه کردند، قرض گرفته شده است.
کاواباتا (川畑 Kawabata)
صداگذاری شده توسط: دایسوکه ماتسوئوکا
کاواباتا کاپیتان قایقی است که با آن خانوادهٔ اوشیرومیا را به روکنجیما می‌بُرد و برمی‌گرداند. پس از حادثهٔ روکنجیما، کاواباتا خود را تا حدی مسئول این اتفاق می‌دانست چون نتوانست زودتر به جزیره بیاید و آنها را برگرداند؛ با این وجود که آن روز توفان بود و جلوی او را از انجام اینکار گرفته بود. در ۱۹۹۸ او قبول می‌کند انجه را به روکنجیما ببرد با این امید که انجه با این حادثه کنار بیاید.
ایکوکو هاچیجو (八城 幾子 Hachijō Ikuko)
صداگذاری شده توسط: میچیکو نِیا
معرفی شده در طلوع جادوگر طلایی تحت نام تویا هاچیجو (八城 十八 Hachijō Tōya). ایکوکو رمان‌نویسی مرموز است که داستان‌هایی جعلی درمورد قتل‌های روکنجیما نوشت که بر پایهٔ داستان‌های متناقض افسانه و نوبت جادوگر طلایی می‌باشد. این دو داستان در ابتدا بر روی چند تکه کاغذ نوشته شده بودند که پس از وقوع حادثهٔ روکنجیما درون بطری‌های شراب در دریا پیدا شدند.
تویا هاچیجو (八城 十八 Hachijō Tōya)
صداگذاری شده توسط: دایسوکه اونو
«تویا هاچیجو» نامی ست که ایکوکو آن را پس از زمانی که باتلر اوشیرومیا را از حادثهٔ روکنجیما زنده پیدا کرد، به او داد. او از فراموشی رنج می‌برد و هیچ چیزی را درمورد خودش به یاد نمی‌آورد. فقط می‌داند که هنگام نجات، ۱۸ سالش بود.

### دیگر شخصیت‌های انسانی
آسومو اوشیرومیا (右代宮 明日夢 Ushiromiya Asumu)
آسومو همسر اول ردولف و مادر باتلر است که شش سال قبل از شروع وقایع داستان، فوت کرده بود. او هیچ وقت در داستان مستقیماً نشان داده نشده ولی به‌طور مکرر در دیالوگ‌ها به او اشاره می‌شود. کیریه گفته که آسومو بین رابطهٔ او با ردولف قرار گرفته و ردولف را مجبور به ازدواج با خودش کرده است. به محض مرگ آسومو، ردولف بلافاصله با کیریه ازدواج می‌کند که به موجب آن باتلر با این فکر که پدرش به آسومو خیانت کرده، از خانه فرار می‌کند و ارتباطش را با خانوادهٔ اوشیرومیا به مدت شش سال قطع می‌کند.
بئاتریچه کاستیگلیونی (Beatrice Castiglioni) (ベアトリーチェ・カスティリオーニ Beatorīche Casutiriōni)
صداگذاری شده توسط: سایاکا اوهارا
بئاتریچه معشوقهٔ کینزو است، و دختر یکی از مقامات رسمی جمهوری سوسیال ایتالیا و همچنین مادر بئاتریچه که بعدها پایه و اساس افسانهٔ جادوگر طلایی شد. او را به‌طور مخفف بیچه (ビーチェ Bīche) نیز می‌خوانند. در آن زمان، روکنجیما یک پایگاه مخفی نظامی برای ژاپنی‌ها بود. او همراه با پدرش به روکنجیما رفت؛ ولی پدرش در میانهٔ راه فوت کرد.
بئاتریچه اوشیرومیا (Beatrice Ushiromiya) (右代宮 ベアトリーチェ Ushiromiya Beatorīche)
صداگذاری شده توسط: سایاکا اوهارا
دختر نامشروع کینزو و بئاتریچه کاستیگلیونی؛ اما افسوس که از این نظر دیده نمی‌شد، چون کینزو متقاعد شده بود که او تناسخ معشوقهٔ فوت شده‌اش است. کینزو بئاتریچه را در عمارت مخفی کووادوریان نگه داشت. او در آنجا توسط کوماساوا بزرگ شد و به او گفته شده بود که هیچ وقت نباید از محدودهٔ خانه بیرون برود چون بیرون دروازه‌های عمارت گرگ‌ها هستند. همان‌طور که او بزرگتر شد، قیافه‌اش هم به شدت شبیه مادرش شد؛ گرچه او هیچ وقت نمی‌دانست مادرش چه کسی است. کینزو که شدیداً تصور می‌کرد او تناسخ معشوقه‌اش است، با او رابطه‌ای جنسی برقرار کرد که منجر به تولد سایو (لیون) شد.
لیون اوشیرومیا (Lion Ushiromiya) (右代宮 理御 Ushiromiya Rion)
صداگذاری شده توسط: 
آیاکو کاواسومی
لیون از اعضای خانوادهٔ اوشیرومیا است که فقط در جهان موازی که در مرثیهٔ جادوگر طلایی نشان داده شده، وجود دارد. در این جهان، ناتسوهی به جای اینکه بچه‌ای که کینزو به او داده را به دره پرت کند، تصمیم می‌گیرد او را نگه دارد و بزرگش کند. آن بچه همان لیون است. ظاهر بدنی لیون به صورت آندروجینی نشان داده شده است که باعث شده خیلی‌ها به ویژه ویلیارد، درمورد جنسیت واقعی‌اش از او بپرسند. لیون هم در جواب پافشاری می‌کند که جنسیتش اصلاً مهم نیست. برنکاستل هم باید همه را کنترل کند تا جنسیت واقعی لیون را بپوشاند و کاری می‌کند تا همگی لیون را «جانشین-ساما» مورد خطاب قرار دهند. با این حال، اشاره شده که جنسیت واقعی لیون در تولدش، و همچنین سایو، مرد است.

## شخصیت‌های دنیای فانتزی

### جادوگران
در دنیای اومینکو وقتی که آنها گریه می‌کنند، جادوگران موجوداتی با قدرت‌هایی هستند که به آنها اجازه می‌دهد از محدودیت‌های انسانی فراتر بروند. آنها می‌توانند آزادانه از این قدرت استفاده کنند. کلمهٔ "witch" به‌طور کلی به جادوگران زنان اشاره دارد، در حالی که کلمهٔ "sorcerer" برای جادوگران مرد تعریف شده است. تمام جادوگران یا یک زمانی انسان بودند و طرز استفاده از جادو را یادگرفتند، یا از احساسات انسانی پدید آمدند. انسان‌هایی که می‌توانند با جادو کار کنند ولی نمی‌توانند از حداکثر توان خود در استفاده از آن بهره ببرند، شعبده‌باز (magician) نامیده می‌شوند.
جادوگران براساس انواع جادویی که می‌توانند استفاده کنند، طبقه‌بندی می‌شوند. پرتکرارترین نوع جادو که در اومینکو مطرح می‌شود، جادوی بی‌پایان است؛ که قدرت تخریب و بازسازی هر چیزی، از جمله جان انسان‌ها، را به‌طور بی‌نهایت به جادوگران می‌دهد. جادوگرانی که این جادو را دارند، همانند بئاتریچه، به عنوان "جادوگر بی‌پایان" شناخته شده و بسیار مورد احترام هستند؛ گرچه این جادوگران اغلب مفهوم زندگی و مرگ را به کل از دست می‌دهند. حتی با وجود این قدرت، جادوگران بی‌پایان و دیگر جادوگران با سطح پایینتر، موجودات محدودی هستند، به طوری که هر یک از آنها قلمرو خود را دارند و در خارج این قلمرو نمی‌توانند از قدرت‌های خود استفاده کنند. جادوگرانی همانند برنکاستل و لامبدادلتا، که قادرند به قلمروهای دیگر که "تکه‌ها" (カケラ Kakera) نیز خوانده می‌شوند بروند، به عنوان "مسافران" (Voyagers) شناخته می‌شوند. جادوگرانی که حتی می‌توانند به قلمروهای جادوگرانی از مرتبهٔ بالاتر بروند، به عنوان "آفرینندگان" (Creators) شناخته می‌شوند که توانایی این را دارند چیزی را از هیچ خلق کنند. گفته شده که مسافران در پایان سفرهایشان از آفرینندگان می‌شوند؛ که به دلیل نامشخصی از آن می‌ترسند.
بئاتریچه (Beatrice) (ベアトリーチェ Beatorīche)
صداگذاری شده توسط: سایاکا اوهارا
بئاتریچه، همچنین معروف به جادوگر بی‌پایان (無限の魔女 Mugen no Majo)، آنتاگونیست اصلی چهار بازی اول مجموعه است. هدف این چهار بازی از نگاه باتلر، انکار وجود جادوگر می‌باشد. بئاتریچه نقش یک آنتاگونیست را در این بازی‌ها بر عهده گرفت تا باتلر را به سوی حقیقت فاجعهٔ روکنجیما راهنمایی کند. از ضیافت جادوگر طلایی به بعد، به او "بئاتو" (ベアト Beato) نیز می‌گویند. اولین حضور او در مجموعه، در بخش "مهمانی چایِ" افسانهٔ جادوگر طلایی بوده که خودش را به باتلر نشان می‌دهد و پس از اینکه می‌بیند باتلر نمی‌پذیرد خانواده و دوستانش با جادو کشته شده‌اند، او را به یک بازی دعوت می‌کند که در آن باتلر باید عدم وجود جادو را در نوبت جادوگر طلایی و بازی‌های بعدی اثبات کند. او جادوگری ست که بیش از هزار سال زندگی کرده و گفته شده که او به صورت ابری از پروانه‌های طلایی ظاهر می‌شود و توانایی احضار ۷۲ شیطان را برای خدمت به او نیز دارد. با این حال که بئاتریچه معمولاً به‌طور غیرقابل پیش‌بینی رفتار می‌کند؛ گفته شده که انسان‌ها می‌توانند او را احضار کنند تا در ازای مزد، خواسته‌هایشان را برآورده کند. او کسی ست که بر اساس شایعه‌ها ده تن طلا به کینزو داده و به عنوان مشاور کیمیاگری خانوادهٔ اوشیرومیا خدمت کرده است. همچنین شایعه‌هایی وجود دارد در مورد زنی به نام بئاتریچه که کینزو او را در عمارتی مخفی به نام کووادوریان در روکنجیما پنهان کرده بود تا اینکه در سال ۱۹۶۷ درگذشت. در مانگای رسمی افول جادوگر طلایی، بئاتریچه با نام "سایو بئاتریچه" اشاره می‌شود (که هویت واقعی‌اش را نشان می‌دهد) تا از اِوا بئاتریچه و انجه بئاتریچه و همچنین مادرش بئاتریچه اوشیرومیا و مادربزرگش بئاتریچه کاستیگلیونی تمیز داده شود. او شکل جادوگری سایو یاسودا ست.
برنکاستل (Bernkastel) (ベルンカステル Berunkasuteru)
صداگذاری شده توسط: یوکاری تامورا
برنکاستل جادوگری ست که به جادوگر معجزه‌ها معروف است و آنتاگونیست واقعی این مجموعه است. گفته شده که او در دنیایی زندگی می‌کند که مفاهیمی همچون سرنوشت و احتمال می‌توانند تجسم شوند. برنکاستل به بازی‌های بئاتریچه سر می‌زند تا بی‌حوصلگی‌اش را کم کند. او پیرامون بازی‌ها، با ذکر نکات و اشاره‌هایی، بازیکن را راهنمایی می‌کند. "جادوی معجزهٔ " او، قدرت این را دارد که تا زمانی که احتمال وقوع یک پیشامد مطلوب مساوی صفر نباشد، می‌تواند وضعیتی مستأصل را به اول برگرداند. او می‌خواهد بئاتریچه را بدون در نظر گرفتن روش‌هایی که برای اینکار استفاده می‌شود، در بازی‌ها شکست بدهد. در طول اومینکو وقتی که آنها گریه می‌کنند، او شخصیتی غیر صمیمانه، کناره‌گیر و آرام را در بیشتر شرایط از خودش نشان می‌دهد؛ ولی در پایان اتحاد جادوگر طلایی و در طول اومینکو وقتی که آنها گریه می‌کنند چیرو نشان داده شده که او همانند لامبدادلتا شیطنت‌آمیز، بازیگوش و ظالم است. برنکاستل به شدت شبیه ریکا فوروده، از شخصیت‌های مجموعه رمان تصویری هیگوراشی وقتی که آن‌ها گریه می‌کنند، می‌باشد و نشان داده شده که به او مربوط است.
لامبدادلتا (Lambdadelta) (ラムダデルタ Ramudaderuta)
صداگذاری شده توسط: فویوکا اونو
لامبدادلتا جادوگری ست که در گذشته با برنکاستل طی یک «بازی» مبارزه کرد. بعداً در بخش نکات تکمیلی رمان، فاش شد که او در واقع به میو تاکانو، از شخصیت‌های هیگوراشی، کمک کرده؛ با این حال این دو نفر هیچ ارتباط دیگری با هم ندارند. او تا حدی رفتاری بچگانه داشته و چون برنکاستل او را در بازی قبلی‌شان شکست داده، از او کینه دارد؛ اگرچه در حقیقت به او اهمیت می‌دهد. او معروف به «جادوگر قطعیت» است و قبل از شکستش به برنکاستل عنوان «قدرتمندترین جادوگر جهان» را نیز داشت. با این حال او در کنار برنکاستل از قدرتمندترین جادوگران می‌باشد به طوری که بیشتر جادوگران، از جمله بئاتریچه، از او می‌ترسند. «جادوی قطعیتِ» او قدرت این را دارد که هر کسی را قطع به یقین و بی‌تردید بکشد که با قوانین اصلی و بنیادی جادو در اومینکو مغایرت دارد. او همانند برنکاستل یک جادوگر مسافر است. لامبدادلتا آرزو دارد باتلر و بئاتریچه تا ابد با هم به بازی‌هایشان ادامه دهند تا دوباره کاری کند برنکاستل اینبار از او شکست بخورد. او به شدت نشان داده شده که با ساتوکو از شخصیت‌های هیگوراشی مرتبط است.
ویرگیلیا (Virgilia) (ワルギリア Warugiria)
صداگذاری شده توسط: کیکوکو اینوئه
ویرگیلیا جادوگر بی‌پایان قبل از بئاتریچه و همچنین استاد او بود. نام او از ویرژیل یکی از شخصیت‌های کمدی الهی اثر دانته آلیگیری می‌باشد که در آن ویرژیل، دانته را از جهنم و برزخ به سوی بئاتریچه راهنمایی می‌کند و در آخر که بئاتریچه نیز راهنمای سفر او در بهشت است. ویرگیلیا جادوگری با موهای به رنگ نقره‌ای و قدرت‌های بزرگ است، با اینکه بیشتر آن قدرت‌ها را همراه با عنوان «جادوگر بی‌پایان» تسلیم بئاتریچه کرده است. او حریف خطرناکی در مبارزه است به طوری که اگر بخاطر یک حملهٔ غافلگیر کننده نمی‌بود، او می‌توانست حریفش را شکست بدهد. او همچنین تا حدی سردرگم است. او شکل جادوگری چیو کوماساوا بوده و نام کامل او پوبلیوس ویرگیلیا مارو می‌باشد.
اِوا بئاتریچه (Eva-Beatrice) (エヴァ・ベアトリーチェ Eva Beatorīche)
صداگذاری شده توسط: میکی ایتو
اوا بئاتریچه جادوگری ست که در باطن اوا وجود دارد. او تمام آرزوهای شرورانهٔ اوا از دوران کودکی‌اش را در خودش دارد؛ از جمله آنها حرص و طمع او بر سر ارث و میراث خانوادهٔ اوشیرومیا ست؛ به همین دلیل او ظاهری کوچکتری از اوا دارد. او برای اولین بار در ضیافت جادوگر طلایی نشان داده می‌شود که به اوا در حل معمای سنگ نبشتهٔ بئاتریچه کمک می‌کند؛ که در نهایت منجر به کشف طلای مخفی کینزو و ارث او و دیگر اعضای خانوادهٔ اوشیرومیا می‌شود. همان‌طور که در سنگ نبشته مقرر شده، اوا نام "بئاتریچه" را به ارث می‌برد و عناوین جادوگر طلایی و بی‌پایان نیز به او داده شده و لامبدادلتا هم به عنوان نگهبان او مشخص می‌شود. انجه، اوا بئاتریچه را "جادوگری سیاه" توصیف می‌کند، که بر این دلالت دارد او دیگران را از راه نفرت و خشم وسوسه می‌کند. از بسیاری جهات، او حتی از بئاتریچهٔ قبلی نیز ستمگرتر است، از این نظر که او از جادوی بی‌پایانش استفاده می‌کند تا با قربانیانش "بازی کند"، به این صورت که آنها را پشت سر هم می‌کشد و زنده می‌کند و این چرخه را تا هر وقت که خسته شود ادامه می‌دهد. او بسیار عادت دارد دیگران را مسخره کند یا طعنه بزند و به‌طور مکرر با گفتن ?Heso demo kande shinjaebā (ヘソでも噛んで死んじゃえばぁ?, ت.ت. "چرا تسلیم نمیشی و نمی‌میری؟") بقیه را سرزنش کند.
انجه بئاتریچه (Ange-Beatrice) (エンジェ・ベアトリーチェ Enje Beatorīche)
صداگذاری شده توسط: رینا ساتو
انجه بئاتریچه شکل جادوگری انجه اوشیرومیا است و همچنین از جمله وارثان نام «بئاتریچه». او عناوین جادوگر بی‌پایان و طلایی را پس از اتفاقات ضیافت جادوگر طلایی در سال ۱۹۹۸ از اوا که در بستر مرگ بود به ارث می‌برد. در پایان افول جادوگر طلایی او به عنوان «جادوگر بازجان‌بخشی» دست پیدا می‌کند.
ماریا (Maria) (マリア Maria)
صداگذاری شده توسط: یوئی هوریه
ماریا شکل جادوگری ماریا اوشیرومیا است. او با دادن روح و جان به ساکوتارو، شاگرد بئاتریچه می‌شود. با موفق شدن در انجام این کار برجسته، او استعداد زیادی در آفریننده شدن دارد: جادوگری با مقامی بالاتر از برنکاستل و لامبدادلتا. او معروف به «جادوگر سرآغازها» می‌باشد و توانایی این را دارد که چیزی را از هیچ بیافریند.
گلداسمیت (Goldsmith) (ゴールドスミス Gōrudosumisu)
صداگذاری شده توسط: موگیهیتو
گلداسمیت شکل شعبده‌باز کینزو است که نشان داده شده آنتاگونیست اصلی اتحاد جادوگر طلایی می‌باشد.
اریکا فورودو (Erika Furudo) (古戸 ヱリカ Furudo Erika)
صداگذاری شده توسط: ناتسوکو کوواتانی
اریکا «جادوگر حقیقت» و شکل جادوگری اریکا فورودو است. در پایان سرانجام جادوگر طلایی، پس از آنکه اریکا درمورد قتل‌های بازی تحقیق می‌کند و به این نتیجه می‌رسد که ناتسوهی قاتل است، برنکاستل او را به‌طور موقت به عنوان «جادوگر حقیقت» و صاحب قلمرو نامگذاری می‌کند؛ با این حال، او کمی بعد عنوان دومش را به ناچار تسلیم باتلر می‌کند. او حریف باتلر در سرانجام و طلوع جادوگر طلایی می‌باشد. سلاح مورد انتخاب او در طول مناظره‌های حقیقت قرمز و آبی، یک داس آبی رنگ است. او موفق می‌شود از خطای استدلال بازی باتلر در طلوع جادوگر طلایی به سود خودش استفاده کند؛ با این حال، زمانی که او در اوج خود بود، توسط بئاتریچه و باتلر شکست داده شده و سرانجام وجود او پاک و نابود می‌شود؛ اما به لطف قدرت برنکاستل دوباره برمی‌گردد.
باتلر (Battler) (バトラ Batora)
صداگذاری شده توسط: دایسوکه اونو
باتلر جادوگر (Sorcerer) بی‌پایان و شکل جادوگری باتلر اوشیرومیا ست. در پایان سرانجام جادوگر طلایی، باتلر توسط لامبدادلتا «جادوگر بی‌پایان» و «جادوگر طلایی» نامیده شده و وارث قدرت بئاتریچه گشته و همچنین ارباب جدید بازی می‌گردد. در طلوع جادوگر طلایی او بسیار غرق احیای بئاتریچه می‌شود؛ ولی در پایان ناموفق از آب درمی‌آید وقتی که مشاهده می‌کند تلاش‌های او در اینکار باعث می‌شود یک بئاتریچهٔ بسیار آرام و فرمانبردارتر به وجود آید که رفتار بچگانه‌ای داشته، ساده‌لوح‌تر است و خاطرات اصلی خود را ندارد. باتلر تلاش می‌کند درک خود از بازی‌هایش را در طلوع جادوگر طلایی نشان دهد؛ ولی در نهایت باعث می‌شود خطای استدلالی به وجود بیاورد که اریکا از آن به سود خود استفاده کرد؛ ازین رو خودش را به‌طور کامل و تا ابد به اریکا واگذار می‌کند.
فِتِرین آگوستوس آرورا (Featherine Augustus Aurora) (フェザリーヌ・アウグストゥス・アウローラ Fezarīnu Augusutusu Aurōra)
صداگذاری شده توسط: میچیکو نِیا
فِتِرین یا فِذِرین، «جادوگر تئاتر رفتن، درام و تماشا کردن» است. گفته شده که او ارباب بازی‌های بیشماری در گذشته بوده، با این حال که او آنها را مدتهاست فراموش کرده است. او وسیله‌ای هلال مانند دارد که دور سرش معلق است. این وسیله کمک یار حافظهٔ اوست که اطلاعاتی همچون نام، ظاهر و شخصیت او را نگه می‌دارد. او ارباب برنکاستل و قدرتمندترین جادوگر در میان همه است که خودش را یک آفریننده می‌نامد. گفته شده که او بخاطر بی‌حوصلگی مرده بود ولی به لطف تلاش‌های برنکاستل در گیم‌بورد بئاتریچه، او جان دوباره یافت. او شکل جادوگری ایکوکو هاچیجو می‌باشد.

### اثاثیه‌ها
اصطلاح "اثاثیه" یا "مبلمان" (انگلیسی: furniture) (家具 kagu) در اومینکو به شخصیت‌هایی اشاره دارد که در مرتبهٔ پایینتری نسبت به انسان‌ها قرار دارند. آنها همانند یک خدمتکار به دیگران خدمت می‌کنند؛ با این تفاوت که که آنها توسط شعبده‌بازان یا جادوگر آفریده یا احضار می‌شوند و همچنین هیچ اراده‌ای به خودی خود ندارند. گفته شده که خدمتکاران انسانی عمارت در واقع اثاثیه هستند که کینزو آنها را با استفاده از جادو آفریده است. این خدمتکاران اجازه دارند نشان عقاب تک بال را بر روی لباس فرم خود داشته باشند. اکثریت خدمتکاران عمارت در یک یتیم‌خانه که کینزو آن را اداره می‌کرد، بزرگ و تربیت شدند. این خدمتکاران هنگام انجام وظیفه از نام‌های مستعاری استفاده می‌کنند که پسوند کانجی 音 دارند. تعداد و نوع اثاثیه‌ها که یک احضارکننده در یک زمان می‌تواند احضار کند به مهارت او در اینکار بستگی دارد. این اصطلاح همچنین بر نوعی انسانیت‌زدایی دلالت دارد. اکثریت اثاثیه‌ها علاوه بر قدرت‌های ویژهٔ خود همچون تغییر شکل و بازدارنده‌ها، این توانایی را دارند که در مواقع حمله از یکی از دستان خود شمشیری جادویی و پرآذین از جنس نور دربیاورند.

#### دیوهای بزرگ
دیوهای بزرگِ ۷۲ رکن، بلندمرتبه‌ترین دیوهای دوزخ هستند که بر اساس ۷۲ دیو کلید کوچکتر سلیمان می‌باشند. برخلاف اثاثیه‌های معمولی، این دیوها توسط جادوگران آفریده نشده‌اند؛ بلکه طبق قرارداد به دیگران خدمت می‌کنند. به خاطر شکوه و ارزشمندی‌شان در دوزخ، آنها نزد جامعهٔ جادوگران مورد احترامند.
رونووه (Ronove) (ロノウェ Ronowe)
صداگذاری شده توسط: توموکازو سوگیتا
رونووه ۲۷مین دیو دوزخ است که نام او از دیوی به همین نام گرفته شده است. رونووه خدمتکار بئاتریچه (و بعداً باتلر) و سرپرست اثاثیه‌ها می‌باشد. او معمولاً چای سیاه و کلوچه برای بئاتریچه و مهمانانش سرو می‌کند. او بیشتر اوقات لبخندی مرموزانه به لب دارد که حتی برای اربابش هم به سختی قابل تفسیر است. حتی با وجود اینکه او با بئاتریچه قرارداد بسته؛ ولی ذره‌ای از گفتن حقایق آزار دهنده و تمسخرآمیز درمورد او ابایی ندارد. او توانایی استفاده از بازدارنده برای دفاع و حمله را دارد که می‌تواند حملات را منحرف کند یا دشمنانش را به عقب‌نشینی وا بدارد. او همچنین بازدارندهٔ ویژه‌ای دارد که می‌تواند حملات دشمنانش را به خودشان برگرداند. او شکل دیو گنجی رونوئه می‌باشد.
گاآپ (Gaap) (ガァプ Gāpu)
صداگذاری شده توسط: یوکی کایدا
زپار (Zepar) (ゼパル Zeparu)
صداگذاری شده توسط: میتسوکی سایگا
فورفور (Furfur) (フルフル Furufuru)
صداگذاری شده توسط: اِری سندای

#### هفت تیرک برزخ
هفت تیرک برزخ (The Seven Stakes of Purgatory) (煉獄の七杭 Rengoku no Shichikui)، همچنین معروف به هفت خواهر برزخ (煉獄の七姉妹 Rengoku no Nana Shimai), سلاح‌هایی هستند که گفته شده توسط بئاتریچه کنترل می‌شوند. تعدادشان هفت تاست و نام‌هایشان برگرفته از نام دیوهای هفت گناه کبیره می‌باشد، به طوری که هر یک از آنها از گناه مختص خودشان قدرت می‌گیرند. فرار کردن از تیرک‌های برزخ غیرقابل اجتناب است و تنها جادوگران قدرتمند توانایی کنترل این تیرک‌ها را دارند؛ اما آنها نمی‌توانند به کسانی آسیب برسانند که گناهی مرتکب نشده‌اند یا مقاومت قوی در برابر جادو دارند.
لوسیفر غرور (Lucifer of Pride) (傲慢のルシファー Gōman no Rushifā)
صداگذاری شده توسط: یوکا سایتو
لویاتان حسادت (Leviathan of Envy) (嫉妬のレヴィアタン Shitto no Reviatan)
صداگذاری شده توسط: مادوکا یونِزاوا
شیطان خشم (Satan of Wrath) (憤怒のサタン Fundō no Satan)
صداگذاری شده توسط: یوکو هیکاسا
بلفگور تنبلی (Belphegor of Sloth) (怠惰のベルフェゴール Taida no Berufegōru)
صداگذاری شده توسط: سِیکو یوشیدا
مامون طمع (Mammon of Greed) (強欲のマモン Gōyoku no Mamon)
صداگذاری شده توسط: آیانو نیینا
بعل زبوب شکم‌پرستی (Beelzebub of Gluttony) (暴食のベルゼブブ Bōshoku no Beruzebubu)
صداگذاری شده توسط: یوری یامائوکا
آسمودئوس شهوت (Asmodeus of Lust) (色欲のアスモデウス Shikiyoku no Asumodeusu)
صداگذاری شده توسط: آکی تویوساکی

#### لشکر نگهبانی همایونی خواهران چیستر
لشکر نگهبانی همایونی خواهران چیستر (Chiester Sisters Imperial Guard Corps) (シエスタ姉妹近衛兵 Shiesuta Shimai Konoehei) سلاح‌هایی در ظاهر انسان‌هایی با گوش‌های خرگوشی هستند که فقط جادوگران می‌توانند با مهارت‌های احضار، آنها را احضار کنند. به علت ترجمهٔ نادرست، این گروه «سیستا» (Siesta) نیز خوانده می‌شوند. آنها با استفاده از تیر و کمان‌هایی از جنس نور حملهٔ خود را اجرا می‌کنند که این تیرها، طناب‌هایی نیرومند نورانی را پرتاب می‌کنند؛ که با برخورد به هدف موردنظر فوراً آن را می‌کشد. تنها کسی که این تیرها بر او اثری نداشت باتلر بود، که به خاطر سپر شکست‌ناپذیر ضد جادویش بود. در سرانجام جادوگر طلایی آشکار شد که ارباب بازی نیز از این تیرها ایمن است. گفته شده که هیچ راه فراری از حملات چیسترها وجود ندارد. همچنین نشان داده شده که چیسترها می‌توانند محل اهداف موردنظر خود را که در جاهای دوردست جزیره قرار دارند، پیدا کنند و اجساد کسانی که کشته‌اند را نیز بازیابند. با وجود همهٔ اینها، به نظر می‌آید که چیسترها با بی‌باک بودن فاصلهٔ زیادی دارند؛ به ویژه در ضیافت جادوگر طلایی که از وحشت پا به فرار گذاشتند آن هم‌زمانی که پی بردند حملات آنها بر باتلر و بئاتریچه هیچ تأثیری ندارد. همان‌طور که اشاره شد آنها گوش‌هایی خرگوش مانند، چشمانی سرخ و لباس‌هایی به سبک نظامی به تن دارند. آنها نمایندهٔ چهار اسلحهٔ کینزو و همچنین چهار اسباب بازی خرگوشی ماریا می‌باشند.
چیستر دوصفر (Chiester 00) (シエスタ۰۰ Shiesuta Daburu Ō)
صداگذاری شده توسط: شیون هیروتا
چیستر ۴۱۰ (Chiester 410) (シエスタ۴۱۰ Shiesuta Yonichimaru)
صداگذاری شده توسط: اری کیتامورا
چیستر ۴۵ (Chiester 45) (シエスタ۴۵ Shiesuta Yonjūgo)
صداگذاری شده توسط: ماریکو میزونو
چیستر ۵۵۶ (Chiester 556) (シエスタ۵۵۶ Shiesuta Gogoroku)

#### آیزرنه یونگفراو
آیزرنه یونگفراو (アイゼルネ・ユングフラウ Aizerune Yungufurau) (آلمانی: Eiserne Jungfrau) یک گروه روحانی است که در سرانجام جادوگر طلایی معرفی می‌شوند. نام این گروه از نظر لغوی در آلمانی به معنای «بانوی آهن» است. این گروه یک سازمان اجرای رستگاری می‌باشد که تحت نظارت دیوان عالی بهشت قرار داشته و وظیفهٔ آن به انجام رساندن بازجویی و اعدام کسانی ست که مرتکب بدعت دینی شده‌اند، به ویژه جادوگران. این سازمان از هفت بازپرس (مفتش عقاید) به رهبری اسقف اعظم دلانور اِی. ناکس و چند بازپرس دستیار دیگر تشکیل شده است. آیزرنه یونگفراو دستاوردهای خیره کنندهٔ فراوانی در زمینهٔ شکار جادوگران داشته‌اند و در میان دیگر سازمان‌ها نیز از معروفیت زیادی برخوردار می‌باشند.
بازپرس‌ها با دو نوع سلاح مسلح شده‌اند: کلید قرمز و کلید آبی. این سلاح‌ها آسیب فیزیکی وارد نکرده؛ بلکه به مفاهیم حمله می‌کنند. کلید قرمز وجود مفاهیم، به ویژه موجودیت جادوگران را انکار می‌کند. قدرت این کلید نمی‌تواند مسدود، متوقف یا حتی پرهیز شود. کلید آبی به منظور ایجاد تزلزل در مفاهیم استفاده می‌شود که باعث به وجود آمدن شک و تردید در هدف موردنظر خود می‌گردد. البته این کلید، شکست دادنی است. این کلیدها بسته به اینکه کدام بازپرس آنها را به کار می‌برد، شکل‌های مختلفی به خود می‌گیرند. در محاکمات مربوط به بدعت، اعضای آیزرنه یونگفراو مجموعه‌ای از ده فرمان، معروف به «دکالوگ (ده فرمان) ناکس» که توسط پدر دلانور ایجاد شده را اجرا می‌کنند.
دلانور اِی. ناکس (Dlanor A. Knox) (ドラノール・A・ノックス Doranōru Ē Nokkusu)
صداگذاری شده توسط: میوکی ساواشیرو
دلانور ای. ناکس از بازپرسان و رهبر سازمان آیزرنه یونگفراو و اسقف اعظم درجه یک می‌باشد که نزد بقیه به «دلانور حکم مرگ» و «دلانور ده گُوِه» معروف است. نام او و مجموعهٔ ده فرمانش که در طول مباحثه‌هایش از آن استفاده می‌کند، به ترتیب از رونالد ناکس و دکالوگ (ده فرمان) ناکس او برگرفته شده است. او ظاهر دختری جوان با موهای به رنگ اسطوخودوس و چشمانی زرد رنگ داشته که لباس فرمی شبیه به یک روحانی را بر تن دارد. او با جادوگران به سردی رفتار کرده و وظایفش را بسیار جدی می‌گیرد. او با وجود اینکه وظیفه‌اش شکار جادوگران است، از دوستان قدیمی ویرگیلیا می‌باشد.
سلاح اصلی او کلید قرمز و آبی‌اش است که به ترتیب به شکل یک درازشمشیر و یک کوتاه‌شمشیر می‌باشد. وقتی که اعضای دیوان عالی پس از بررسی‌های شدید یک پرونده به راه حلی نمی‌رسند، او را به عنوان آخرین راهگشا برای حل پرونده اعزام می‌کنند. پدر او که بازپرسی افسانه‌ای بود، دکالوگ ناکس را ایجاد کرد؛ با این حال او ده فرمان خودش را زیر پا گذاشت که باعث شد بسیار مورد بازجویی قرار بگیرد و در نهایت توسط خود دلانور اعدام شود. پس از آن به دلایل ناشناخته‌ای، دلانور از نظر بدنی و ذهنی مسن نشد و همانگونه باقی ماند.
کورنلیا (Cornelia) (コーネリア Kōneria)
صداگذاری شده توسط: ریسا آساکی
کورنلیا از اعضای دستیار در آیزرنه یونگفراو و یک کشیش درجهٔ سوم است. او جامه‌ای روحانی مانند بر تن داشته و به عنوان یک دختر چشمانی سرخ و موهای قهوه‌ای مزین به روبان‌های زرد رنگ دارد. او حس عدالت‌خواهی قوی دارد؛ اما با وجود اینکه همانند همکارانش رفتار سردی از خودش نشان می‌دهد، ذاتاً تندمزاج و زودخشم است.
گرترود (Gertrude) (ガートルード Gātorūdo)
صداگذاری شده توسط: شیزوکا ایتو
گرترود دستیار ارشد آیزرنه یونگفراو و یک کشیش درجهٔ یک می‌باشد. او لباسی همانند کورنلیا بر تن داشته و به عنوان یک دختر چشمانی سرخ و موهای بلند به رنگ بلوند دارد. او همانند همکارانش، هنگام انجام وظیفه رفتار و قیافهٔ بسیار سرد و خشکی دارد؛ اما در حقیقت، شخصیت خوشدلی دارد و مورد محبوبیت همکاران کوچکترش قرار گرفته است. همانند دلانور، زمانی به او پیشنهاد ترفیع جایگاه به «مفتش عقاید» را دادند؛ اما او به آرامی آن را رد کرد.

#### اس‌اس‌وی‌دی
اس‌اس‌وی‌دی یک سازمان رستگاری معروف دیگر است که تحت نظارت دیوان عالی بهشت قرار داشته و به‌طور رسمی در مرثیهٔ جادوگر طلایی معرفی شد. نام این سازمان مخفف نام نویسندهٔ معمایی تخیلی، اس.اس. وان داین، می‌باشد. مفتش‌های عضو این سازمان به‌طور کلی در قلمرو قضایی‌شان سختگیرانه‌تر و اصولگراتر از آیزرنه یونگفراو هستند و همچنین اصول و ارزش‌های محافظه‌کارانهٔ آنها هم مورد انتقاد قرار می‌گیرند، به خاطر منسوخ بودن این ارزش‌ها، و هم تحسین، به دلیل اینکه نیت‌ها و اهداف اصلی خود را حفظ می‌کنند.
ویلیارد اچ. رایت (Willard H. Wright) (ウィラード・H・ライト Wirādo H Raito)
صداگذاری شده توسط: هیروکی تاکاهاشی
ویلیارد یک اسقف اعظم درجهٔ اول سابق و رئیس تفتیش عقاید اس‌اس‌وی‌دی می‌باشد که او را به‌طور کوتاه با نام ویل (Will) (ウィル Wiru) نیز می‌خوانند. نام او برگرفته از نام واقعی نویسنده، اس.اس. وان داین می‌باشد. او وظیفه دارد فرامین وان داین را به اجرا درآورد. در جوانی یک مفتش خبره بود که به خاطر تدابیر بیرحمانه و سردش، مورد ترس و هراس جادوگران قرار داشت؛ به همین دلیل نزد بقیه معروف به «رایتِ بیست گُوِه» و «رایتِ شکارچی جادوگر» شد. با این حال او در طول زمان، از معیارهای بیرحمانهٔ اس‌اس‌وی‌دی ناخشنود شد و از جایگاهش استعفا داد. اگرچه خشن و زودخشم به نظر می‌آید، او در باطن، فرد خوشدلی ست و ترجیح می‌دهد تا آنجا که ممکن است در طول تحقیقاتش باگذشت و ملایم رفتار کند.

#### دیگر اثاثیه‌ها
ساکوتارو (さくたろう Sakutarō)
صداگذاری شده توسط: مینوری چیهارا
ساکوتارو یک شیر عروسکی است که رزا آن را به عنوان هدیهٔ تولد به دخترش ماریا داد. ماریا از طریق جادو به ساکوتارو روح داد و ازین رو او تبدیل به اثاثیهٔ ماریا شد. نام او در ابتدا قرار بود "ساکورا" باشد (さくら,  اشاره ای مخفیانه به کاردکپتر ساکورا دارد)؛ اما از آنجا که مرسوم است "ساکورا" اسم دخترانه باشد، ماریا به آن پسوند مردانهٔ "تارو" (たろう tarō) اضافه کرد. در واقعیت، ساکوتارو فقط یک عروسک معمولی است که ماریا تصور می‌کند او زنده است به طوری که او را به عنوان یکی از عزیزترین دوستانش می‌نگرد. شیر عروسکی (که "ظرف" ساکوتارو است) به شکل یک بچه شیر معمولی است، در حالی که شکل انسانی‌اش همانند پسربچه‌ای با موهای بلوند، چشمان سرخ، یک کلاه نارنجی به شکل گوش و یک ژاکت زرد رنگ خیلی بزرگ است. او همچنین در هر دو حالتش شال گردنی قرمز رنگ را که ماریا به او داده را می‌پوشد. او شخصیتی معصوم و خجالتی دارد.
کلر وو برناردوس (Clair Vaux Bernardus) (クレル・ヴォーブ・ベルナルドゥス Kureru Vōbu Berunarudusu)
صداگذاری شده توسط: سایاکا اوهارا
کلر شکل اصلی و ابتدایی بئاتریچهٔ سایو است که لباسی سفید و شخصیتی متضاد دارد و برای به تصویر کشیدن روحی که روکنجیما را تسخیر می‌کند، ایجاد شده است.
بزهای خدمتکار (山羊の従者 Yagi no Jūsha)
بزهای خدمتکار اثاثیه‌هایی با درجهٔ پایین اند که تحت خدمت بئاتریچه هستند. آنها همچون مردانی غول پیکر با چشمانی سرخ و کله‌ای به شکل بز ظاهر می‌شوند (ظاهری شبیه به مینوتور دارند). آنها با وجود اینکه به ارباب خود وفادارند ولی موجوداتی کم استعداد هستند که معمولاً دستورات اربابشان را اشتباه می‌شنوند و نسبت به اثاثیه‌های دیگر سطح پایینتری دارند. با این وجود، آنها با قدرت مافوق بشری‌شان، انعطاف‌پذیری بسیار بالایی در برابر ضربات و زخم‌های کشنده دارند و بیش از یک تهدید معمولی برای انسان‌ها می‌باشند (البته شلیک گلوله به سرشان، نقطهٔ ضعفشان است). آنها ظاهراً از نظر تعداد، بیشمار هستند که این امکان را فراهم می‌آورد که تعداد بسیار زیادی از آنها احضار شوند. سلاح اصلی این اثاثیه‌ها شمشیر بنفش از جنس نور است که از دستانشان در می‌آید.